# Équipe cycliste Paule Ka

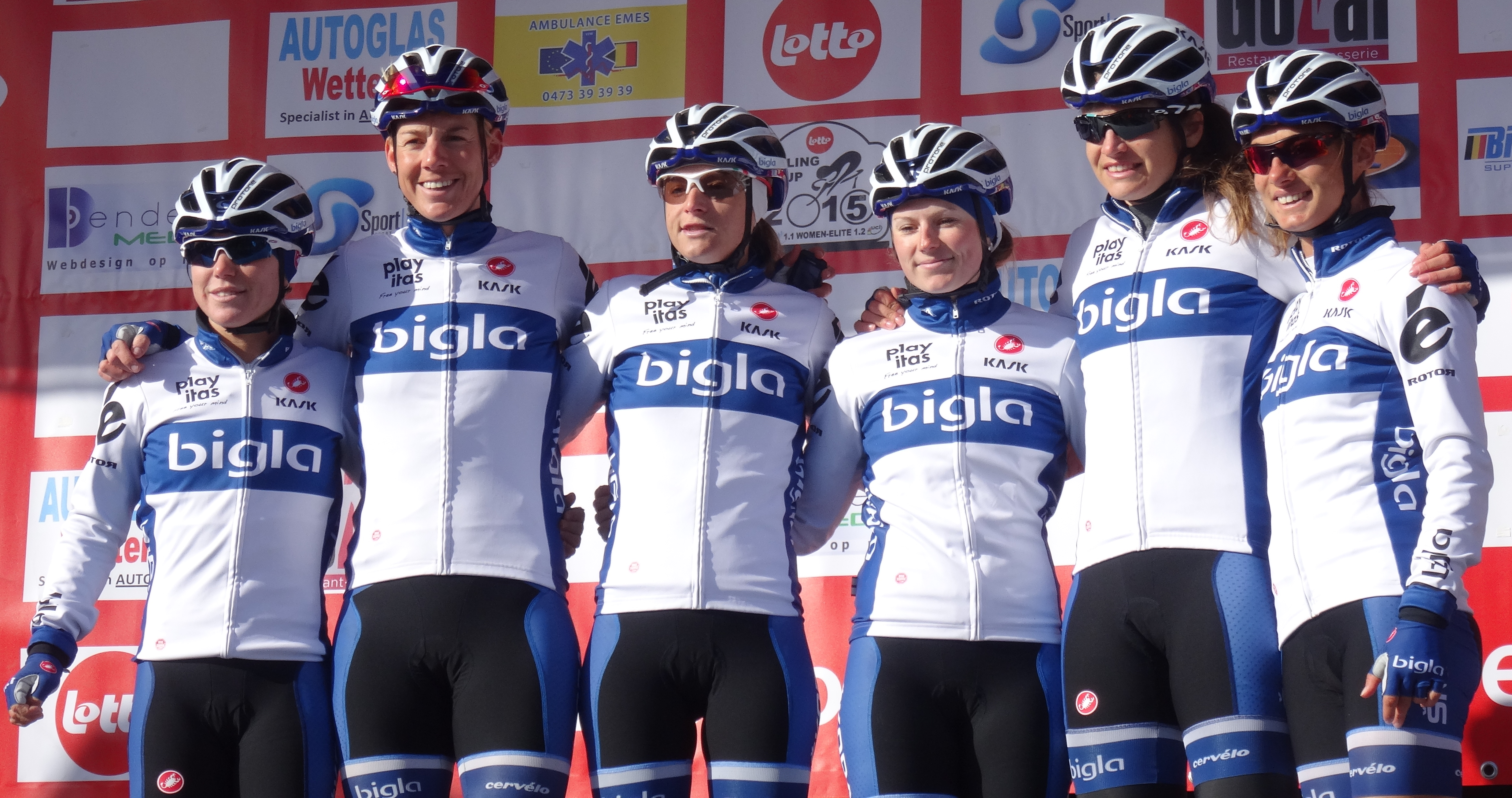
L'équipe en 2015.

L'équipe cycliste Paule Ka est une équipe cycliste féminine basée à Lyss, en Suisse. Active entre 2005 et 2020, elle est créée sous le nom de Bigla. Elle est sponsorisée à ses débuts par l'entreprise de meubles de bureaux homonyme. Entre juillet et octobre 2020, son sponsor principal est Paule Ka, une marque française de prêt-à-porter.
Elle a notamment eu comme coureuses Nicole Brändli, Noemi Cantele, Zulfiya Zabirova, Annemiek van Vleuten, Ashleigh Moolman, Emma Pooley et Cecilie Uttrup Ludwig.

## Histoire de l'équipe
En 2009, à la suite du retrait de la compétition de nombreuses athlètes de l'équipe Fritz Bösch décide de faire se concentrer l'équipe sur les espoirs.
En juin 2020, les sponsors de l'équipe, Bigla et Katusha Sports, annoncent qu'ils retirent leur financement de l'équipe. La formation doit alors payer les salaires avec la garantie bancaire déposée à l'UCI au cours des mois précédents. Finalement, Paule Ka, une marque française de prêt-à-porter, est annoncée comme le nouveau sponsor en titre de l'équipe, signant un accord jusqu'à la fin de 2024,. Cependant, dès octobre 2020, des retards de paiements mettent en danger la survie de la structure qui doit puiser dans la garantie bancaire versée en début de saison, pour payer les salaires. L'équipe disparaît définitivement le 16 octobre 2020.

## Classements UCI

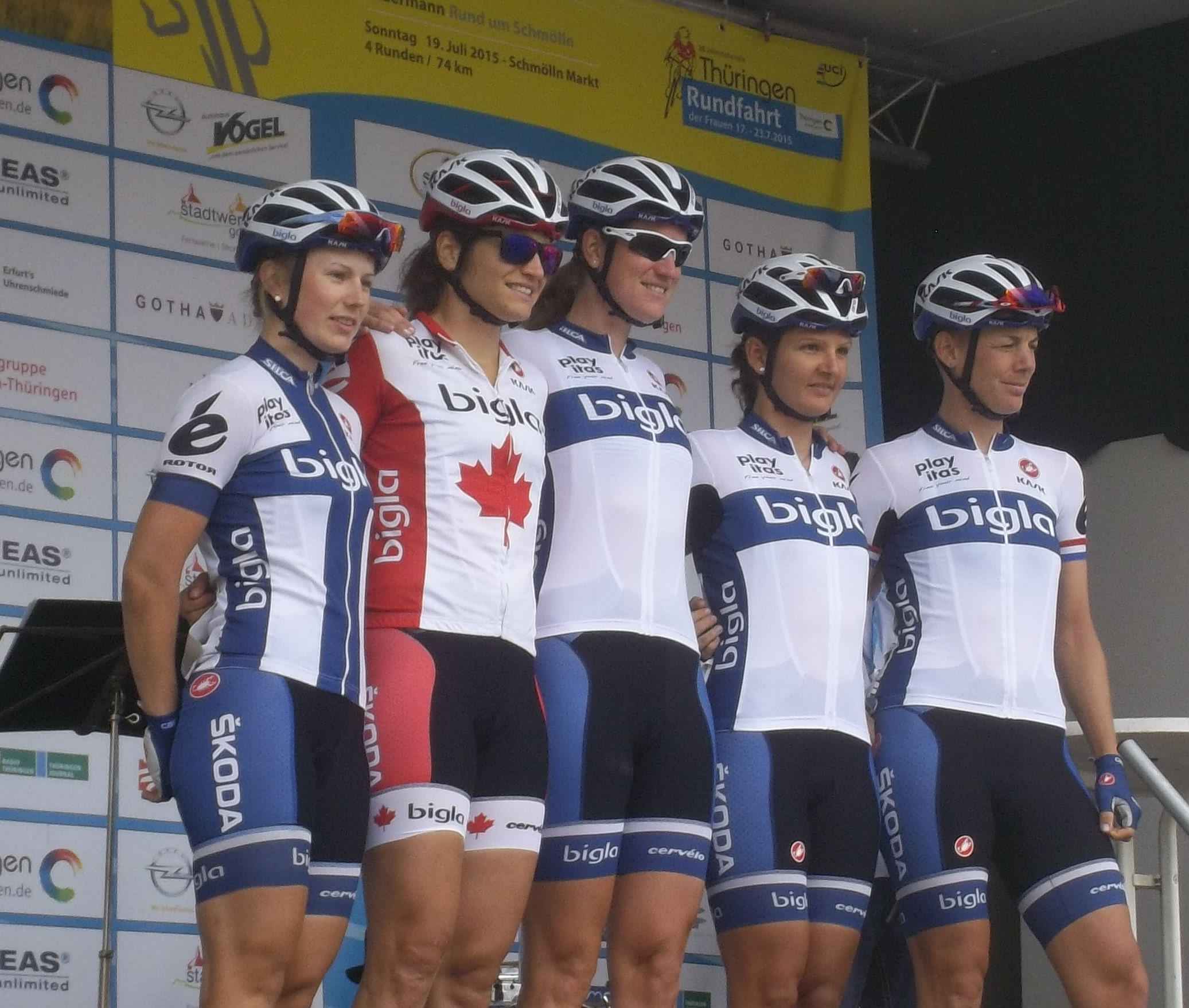
Équipe lors du Tour de Thuringe

Ce tableau présente les places de l'équipe au classement de l'Union cycliste internationale en fin de saison, ainsi que ses meilleures coureuses au classement individuel.
| Année | Classement par équipes | Meilleure coureuse au classement individuel |
| 2005  | 6e                     | Nicole Brändli (8e)                         |
| 2006  | 4e                     | Nicole Brändli (7e)                         |
| 2007  | 7e                     | Noemi Cantele (4e)                          |
| 2008  | 9e                     | Noemi Cantele (25e)                         |
| 2009  | 7e                     | Noemi Cantele (6e)                          |
| 2014  | 15e                    | Vera Koedooder (48e)                        |
| 2015  | 5e                     | Ashleigh Moolman (6e)                       |
| 2016  | 4e                     | Ashleigh Moolman (12e)                      |
| 2017  | 5e                     | Ashleigh Moolman (8e)                       |
| 2018  | 7e                     | Ashleigh Moolman (5e)                       |
| 2019  | 10e                    | Cecilie Uttrup Ludwig (22e)                 |
| 2020  | 5e                     | Marlen Reusser (20e)                        |

Ce tableau présente les places de l'équipe au classement de la Coupe du monde de cyclisme sur route féminine depuis son apparition en 2006, ainsi que la meilleure cycliste au classement individuel de chaque saison.
| Année | Classement par équipes | Meilleure coureuse au classement individuel |
| 2005  | -                      | Nicole Brändli (17e)                        |
| 2006  | 5e                     | Zulfiya Zabirova (10e)                      |
| 2007  | 5e                     | Noemi Cantele (4e)                          |
| 2008  | 6e                     | Monica Holler (15e)                         |
| 2009  | 8e                     | Noemi Cantele (17e)                         |
| 2014  | 12e                    | Lotta Lepistö (22e)                         |
| 2015  | 4e                     | Ashleigh Moolman (9e)                       |

En 2016, l'UCI World Tour féminin vient remplacer la Coupe du monde.
| Année | Classement par équipes | Meilleure coureuse au classement individuel |
| 2016  | 6e                     | Lotta Lepistö (14e)                         |
| 2017  | 7e                     | Lotta Lepistö (9e)                          |
| 2018  | 7e                     | Ashleigh Moolman (6e)                       |
| 2019  | 12e                    | Cecilie Uttrup Ludwig (12e)                 |
| 2020  | 8e                     | Mikayla Harvey (17e)                        |

## Principales victoires

### Grands tours
- Tour d'Italie féminin
- Participations : 8 (2005, 2006, 2007, 2008, 2009, 2015, 2016, 2017)
  - Victoires d'étapes : 9
    - 4 en 2005 : Nicole Brändli (3), Zulfiya Zabirova
    - 1 en 2006 : Nicole Brändli
    - 1 en 2007 : Nicole Brändli
    - 1 en 2009 : Noemi Cantele
    - 1 en 2015 : Annemiek van Vleuten
    - 1 en 2017 : Lotta Lepistö

  - Victoire finale : 1
    - 2005 : Nicole Brändli

  - Classements annexes : 1
    - Classement par points : 2005 (Nicole Brändli)

### Championnats continentaux
Sur route :
- Championnat d'Afrique : 2
  - Course en ligne : 2015 (Ashleigh Moolman)
  - Contre-la-montre : 2015 (Ashleigh Moolman)

Sur piste :
- Championnat d'Europe sur piste : 1
  - Course à l'américaine : 2019 (Julie Leth)

### Championnats nationaux
| Cyclisme sur route - Championnat d'Afrique du Sud sur route : 3 - Course en ligne : 2015 (Ashleigh Moolman) - Contre-la-montre : 2015 et 2017 (Ashleigh Moolman) - Championnat d'Allemagne sur route : 1 - Course en ligne : 2017 (Lisa Klein) - Championnat d'Autriche sur route : 2 - Course en ligne : 2013 (Andrea Graus) et 2014 (Jacqueline Hahn) - Championnat de Belgique sur route : 1 - Contre-la-montre : 2018 (Ann-Sophie Duyck) - Championnat du Canada sur route : 1 - Course en ligne : 2015 (Joëlle Numainville) - Championnat du Danemark sur route : 3 - Course en ligne : 2020 (Emma Norsgaard Jørgensen) - Contre-la-montre : 2017 et 2018 (Cecilie Uttrup Ludwig) - Championnat des États-Unis sur route : 1 - Contre-la-montre : 2016 (Carmen Small) - Championnat de Finlande sur route : 10 - Course en ligne : 2014, 2015, 2016, 2017 et 2018 (Lotta Lepistö) - Contre-la-montre : 2014, 2015, 2016, 2017 et 2018 (Lotta Lepistö) - Championnat d'Italie sur route : 1 - Contre-la-montre : 2009 (Noemi Cantele) - Championnat du Kazakhstan sur route : 8 - Course en ligne : 2005, 2006, 2007 et 2008 (Zulfiya Zabirova) - Contre-la-montre : 2005, 2006, 2007 et 2008 (Zulfiya Zabirova) - Championnat de Nouvelle-Zélande sur route : 2 - Course en ligne : 2020 (Niamh Fisher-Black) - Course en ligne espoirs : 2020 (Niamh Fisher-Black) - Championnat de République tchèque sur route : 1 - Contre-la-montre : 2020 (Nikola Nosková) - Championnat de Suisse sur route : 9 - Course en ligne : 2006 (Sereina Trachsel), 2008, 2009 (Jennifer Hohl) et 2017 (Nicole Hanselmann) - Contre-la-montre : 2009 (Karin Thürig), 2015, 2016 (Doris Schweizer), 2018 (Nicole Hanselmann) et 2020 (Marlen Reusser) | Cyclisme sur piste - Championnat d'Allemagne sur piste : 1 - Poursuite individuelle : 2016 (Lisa Klein) - Championnat des Pays-Bas sur piste : 1 - Course aux points : 2015 (Vera Koedooder) - Championnat de Pologne sur piste : 1 - Scratch : 2017 (Daria Pikulik) - Championnat de Suisse sur piste : 1 - Omnium : 2008 (Andrea Wolfer) |

## Vue d'ensemble et encadrement
| Année | Code UCI | Nom                            | Cat.    | Vélo     | Encadrement                                                                            |
| ----- | -------- | ------------------------------ | ------- | -------- | -------------------------------------------------------------------------------------- |
| 2005  | TBG      | Team Bigla                     | WT      | BMC      | Manager : Felice Puttini Dir. sportif : Nicola Puttini                                 |
| 2006  | BCT      | Bigla Cycling Team             | WT      | BMC      | Manager : Fritz Bösch, Rolf Bülher Dir. sportifs : Felice Puttini, Emil Zimmermann     |
| 2007  | BCT      | Bigla Cycling Team             | WT      | BMC      | Manager : Fritz Bösch Dir. sportifs : Felice Puttini, Emil Zimmermann, Sven Montgomery |
| 2008  | BCT      | Bigla Cycling Team             | WT      | BMC      | Manager : Fritz Bösch Dir. sportifs : Felice Puttini, Emil Zimmermann, Sven Montgomery |
| 2009  | BCT      | Bigla Cycling Team             | WT      | BMC      | Manager : Fritz Bösch Dir. sportifs : Felice Puttini, Emil Zimmermann, Andreas Zaugg   |
| 2010  |          | Bigla Cycling Team             | Elite 2 | BMC      | Dir. sportifs : Emil Zimmermann, Marco Wyser                                           |
| 2011  |          | Bigla Cycling Team             | Elite 2 | BMC      | Dir. sportifs : Emil Zimmermann, Marco Wyser                                           |
| 2012  |          | Bigla Cycling Team             | Elite 2 | BMC      | Dir. sportifs : Ernst Meier, Emil Zimmermann                                           |
| 2013  |          | Bigla Cycling Team             | Elite 2 | BMC      | Dir. sportifs : Ernst Meier, Markus Nagel, Roland Schär, Emil Zimmermann               |
| 2014  | BCT      | Bigla Cycling Team             | WT      | BMC      | Manager : Emil Zimmermann Dir. sportifs : Ernst Meier, Mario Vonhof                    |
| 2015  | BCT      | Bigla Pro Cycling Team         | WT      | Cervélo  | Manager : Thomas Campana Dir. sportifs : Manel Lacambra, Dirk Baldinger, Corey Hart    |
| 2016  | CBT      | Cervélo-Bigla Pro Cycling Team | WT      | Cervélo  | Manager : Thomas Campana Dir. sportifs : Dirk Baldinger, Fabian Jeker                  |
| 2017  | CBT      | Cervélo-Bigla Pro Cycling Team | WT      | Cervélo  | Manager : Thomas Campana Dir. sportifs : Jochen Dornbusch, Carl Pasio                  |
| 2018  | CBT      | Cervélo-Bigla Pro Cycling Team | WT      | Cervélo  | Manager : Thomas Campana Dir. sportifs : Thomas Campana, Fabian Jeker                  |
| 2019  | BIG      | Bigla                          | WT      | Chapter2 | Manager : Thomas Campana Dir. sportifs : Thomas Campana, Julian Winn                   |
| 2020  | BIG      | Bigla-Katusha Équipe Paule Ka  | WT      | Chapter2 | Manager : Thomas Campana Dir. sportif : Thomas Campana                                 |

Fritz F. Bösch qui est le patron de l'entreprise Bigla. En 2015, l'équipe est gérée par la structure CUAG SPORTS AG après le retrait d'Emil R. Zimmermann. Le directeur sportif de l'équipe est Manel Lacambra, son adjoints est Thomas Campana. Ce dernier représente également l'équipe auprès de l'UCI. En milieu de saison, le départ de Manel Lacambra est annoncé.

## Affaire Campana
Mi-novembre 2018, parait dans le journal néerlandais Volkskrant un article dans lequel Iris Slappendel, Carmen Small, Vera Koedooder et Doris Schweizer, jointes ultérieurement par Annemiek van Vleuten, accusent conjointement le directeur sportif de l'équipe Thomas Campana de : d'humiliations publiques notamment à propos du poids des coureuses, punir de manière arbitraire certaines coureuses si elles n'ont pas été accommodantes avec lui en les privant de courses, de ne pas distribuer les primes de courses, de manière générale de pression psychologique et de les mettre en danger en les faisant courir alors qu'elles étaient à l'évidence malade. Doris Schweizer rapporte ainsi qu'en 2015, lors du Tour d'Italie, elle heurte un mur. Elle souffre alors de visions et d'étourdissements. Thomas Campana l'aurait alors tourné à la dérision et Doris Schweizer fut forcée de prendre le départ de l'étape suivante. Elle a souffert des séquelles de cet événement durant deux ans. Thomas Campana n'a pas clairement répondu à ces accusations. En 2016, dix coureuses et membres de l'équipe souhaitent porter l'affaire devant le comité d'éthique de l'UCI. Cependant, ils renoncent après avoir découvert que la procédure n'est pas anonyme,. L'UCI réagit à la suite de la parution de cet article en rendant anonyme la procédure.

## Partenaires
Le partenaire principal de l'équipe est l'entreprise de meubles de bureau et d’établissements de santé/hôpitaux Bigla. Le fabricant de cycle BMC soutien l'équipe en 2014. Le matériel est équipé en groupe SRAM. En 2015 les cycles sont fournis par Cervélo. En 2019, Chapter2, une petite entreprise, devient fournisseur des cycles.

## Bigla en 2020

### Arrivées et départs
| Arrivées           | Équipe 2019         |
| ------------------ | ------------------- |
| Clara Koppenburg   | WNT                 |
| Marlen Reusser     | Néo-professionnelle |
| Kathrin Stirnemann | Néo-professionnelle |

| Départs               | Équipe 2020                        |
| --------------------- | ---------------------------------- |
| Nicole Hanselmann     | Doltcini-Van Eyck Sport            |
| Julie Leth            | WNT                                |
| Cecilie Uttrup Ludwig | FDJ-Nouvelle Aquitaine-Futuroscope |

### Effectif
| Effectif 2020                     | Effectif 2020     | Effectif 2020    | Effectif 2020                                    |
| Cycliste                          | Date de naissance | Pays             | Équipe précédente                                |
| --------------------------------- | ----------------- | ---------------- | ------------------------------------------------ |
| Martina Alzini (1 janv.–31 mai)   | 10 février 1997   | Italie           | Astana Women's Team (2018)                       |
| Elizabeth Banks (1 janv.–31 oct.) | 7 novembre 1990   | Royaume-Uni      | UnitedHealthcare Women's Team (2018)             |
| Elise Chabbey                     | 24 avril 1993     | Suisse           | Cogeas-Mettler Pro Cycling Team (2018)           |
| Niamh Fisher-Black                | 12 août 2000      | Nouvelle-Zélande | Torelli-Assure (2019)                            |
| Mikayla Harvey                    | 7 septembre 1998  | Nouvelle-Zélande | Team Illuminate (2018)                           |
| Emma Norsgaard                    | 26 juillet 1999   | Danemark         | Team Rytger powered by Cykeltøj-Online.dk (2017) |
| Clara Koppenburg                  | 3 août 1995       | Allemagne        | WNT-Rotor Pro Cycling (2019)                     |
| Nikola Nosková                    | 1 juillet 1997    | Tchéquie         | Bepink (2018)                                    |
| Marlen Reusser                    | 20 septembre 1991 | Suisse           | Centre mondial du cyclisme (2019)                |
| Maria Vittoria Sperotto           | 20 novembre 1996  | Italie           | Bepink (2018)                                    |
| Kathrin Stirnemann                | 22 octobre 1989   | Suisse           |                                                  |
| Leah Thomas                       | 30 mai 1989       | États-Unis       | UnitedHealthcare Women's Team (2018)             |
| Sophie Wright                     | 15 mars 1999      | Royaume-Uni      | NCC Group-Kuota-Torelli (2018)                   |
|                                   |                   |                  |                                                  |
| Source : ProCyclingStats          |                   |                  |                                                  |

Portraits
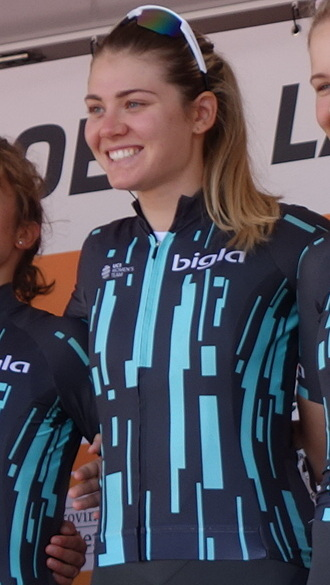
Martina Alzini en 2019
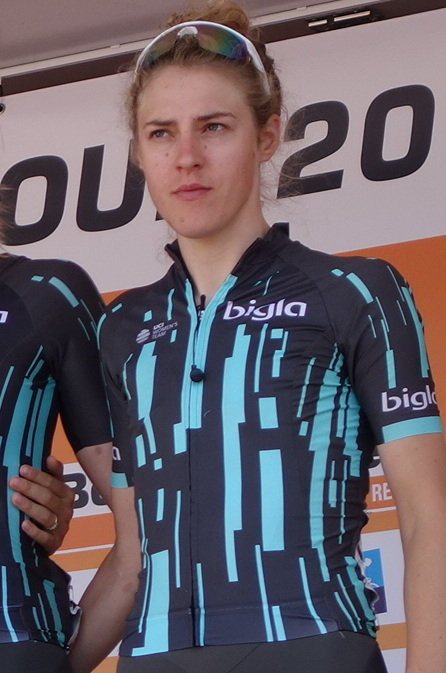
Lizzy Banks en 2019
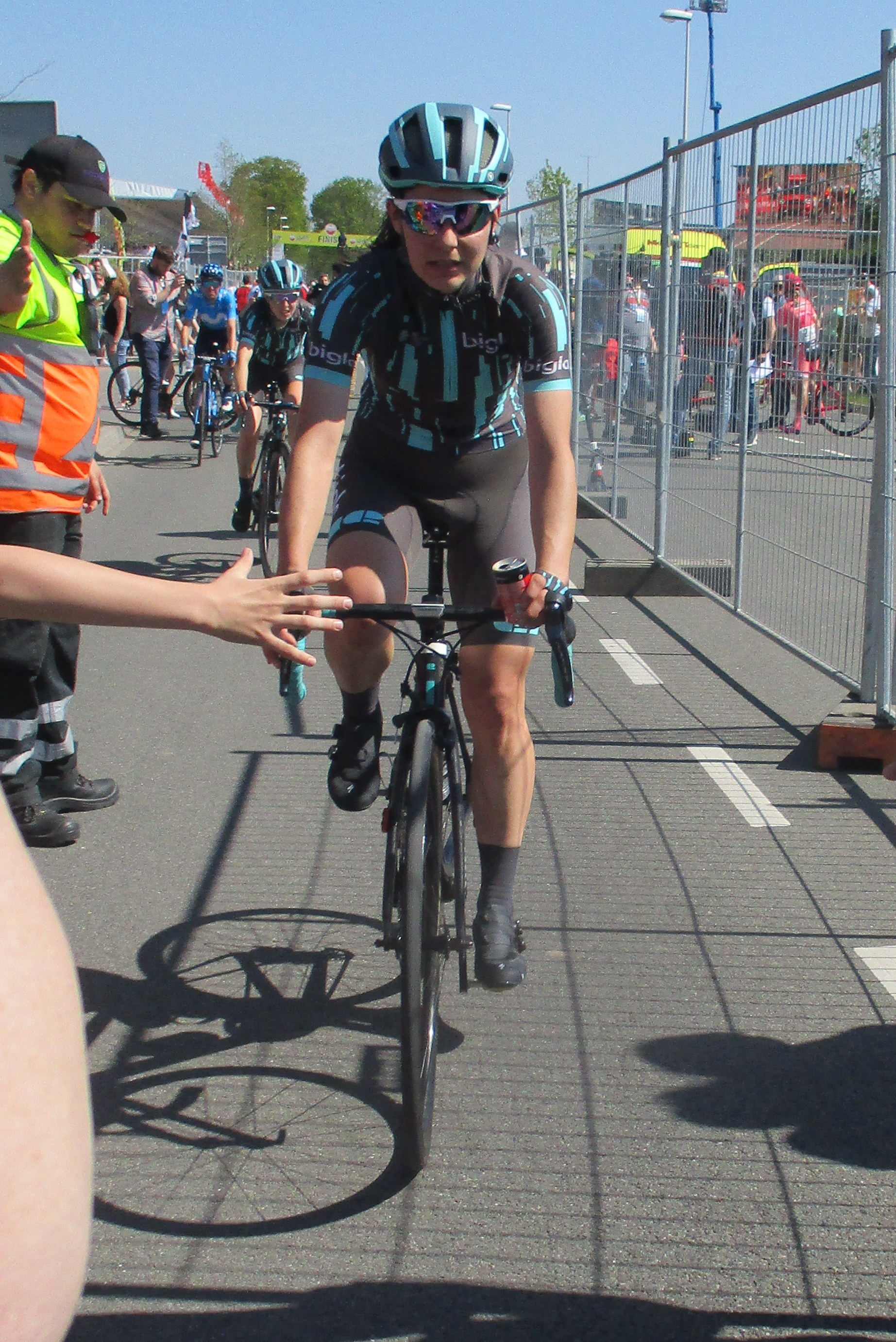
Elise Chabbey en 2019
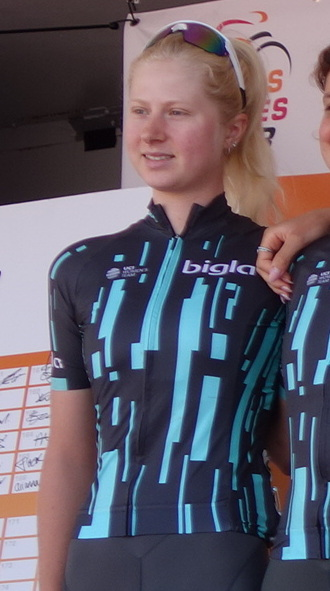
Mikayla Harvey en 2019
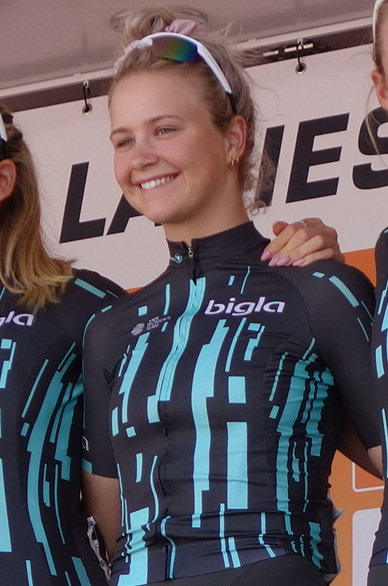
Emma Norsgaard Jørgensen en 2019
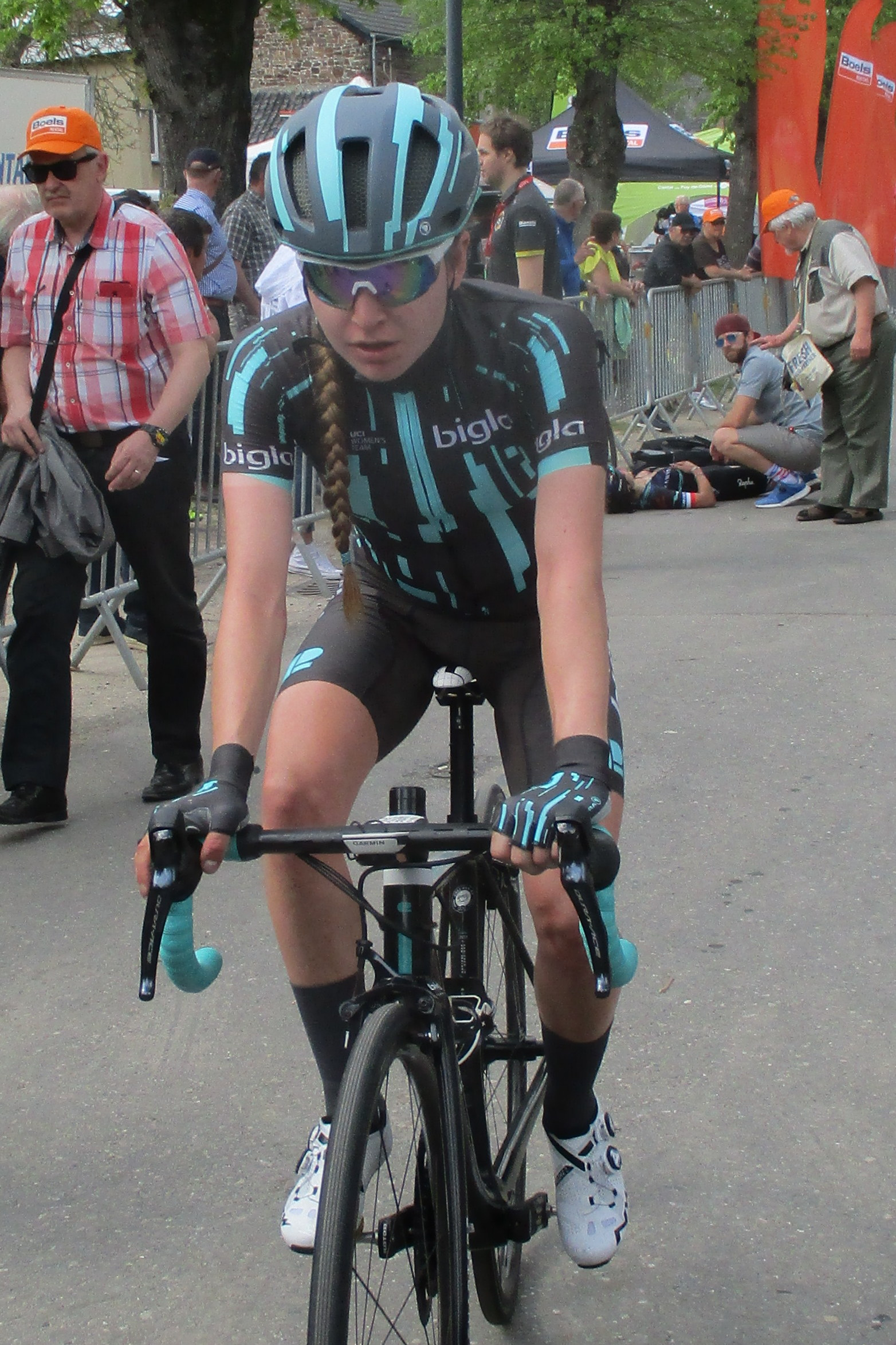
Nikola Nosková en 2019
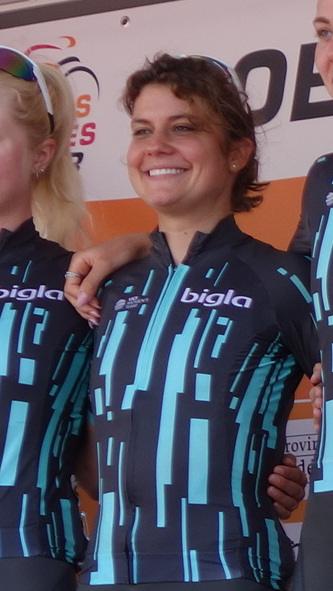
Leah Thomas en 2019
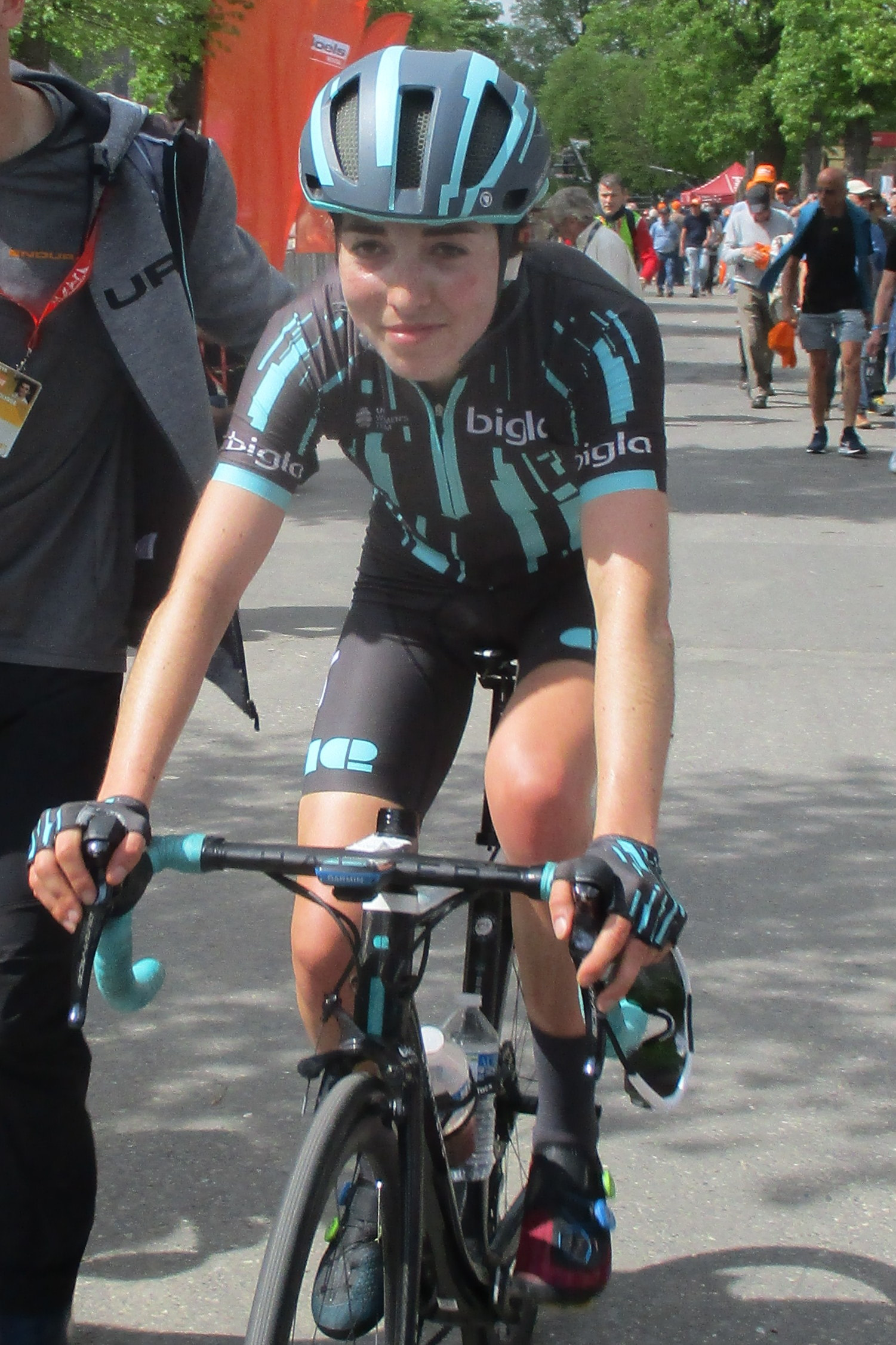
Sophie Wright en 2019

## Saisons précédentes
- Saison 2015
- Saison 2016
- Saison 2017
- Saison 2018
- Saison 2019